# Вэнъань
Вэнъа́нь (кит. упр. 瓮安, пиньинь Wèng'ān) — уезд Цяньнань-Буи-Мяоского автономного округа провинции Гуйчжоу (КНР).

## История
Уезд был создан во времена империи Мин в 1601 году.
После вхождения этих мест в состав КНР в 1950 году был создан Специальный район Гуйян (贵阳专区), и уезд вошёл в его состав. В 1952 году власти Специального района Гуйян переехали в уезд Гуйдин, и Специальный район Гуйян был переименован в Специальный район Гуйдин (贵定专区).
В 1956 году Специальный район Гуйдин был расформирован, и уезд перешёл в состав Специального района Аньшунь (安顺专区). В 1958 году уезд Вэнъянь был передан в состав Цяньнань-Буи-Мяоского автономного округа; при этом к нему был присоединён уезд Фуцюань. В 1961 году уезд Фуцюань был вновь выделен из уезда Вэнъань.

## Административное деление
Уезд делится на 2 уличных комитета, 10 посёлков и 1 волость.